# WKBL 신입선수 선발회 전체 1순위 목록
WKBL 신입선수 선발회 전체 1순위는 한국여자농구연맹이 매년 주최하는 WKBL 신입선수 선발회에 참가한 선수 가운데 가장 첫번째로 선발되는 선수를 가리킨다.
가장 많은 전체 1순위 선수를 배출한 고등학교는 총 4명을 배출한 삼천포여고이며, 이어 동일여자전산고, 동주여고, 수피아여고, 숙명여고, 숭의여고, 온양여고, 인성여고가 각각 2명을 배출하였다.

## 설명
| ^   | WKBL 신인선수상을 수상한 선수를 가리킨다 |
| *   | WKBL 베스트 5에 선정된 선수를 가리킨다   |
| PPG | 경기당 득점                              |
| APG | 경기당 어시스트                          |
| RPG | 경기당 리바운드                          |

## 전체 1순위 목록
| 선발회  | 지명팀                 | 선수           | 출신학교               | WKBL 데뷔 시즌 통계 | WKBL 데뷔 시즌 통계 | WKBL 데뷔 시즌 통계 | 참고   |
| 선발회  | 지명팀                 | 선수           | 출신학교               | PPG                 | RPG                 | APG                 | 참고   |
| ------- | ---------------------- | -------------- | ---------------------- | ------------------- | ------------------- | ------------------- | ------ |
| 2000    | 한빛은행 한새          | 홍현희         | 동일여자전산고         | 2.50                | 1.88                | 0.00                | [ 1 ]  |
| 2001    | 금호생명 팰컨스        | 서상희         | 효성여고               | 0.00                | 1.00                | 0.00                | [ 2 ]  |
| 2002    | 인천 금호생명 팰컨스   | 박은진^        | 명신여고               | 5.77                | 2.14                | 0.36                | [ 3 ]  |
| 2003    | 인천 금호생명 팰컨스   | 곽주영^        | 삼천포여고             | 9.65                | 3.65                | 0.90                | [ 4 ]  |
| 2004    | 인천 금호생명 팰컨스   | 정미란^        | 삼천포여고             | 3.86                | 2.35                | 0.30                | [ 5 ]  |
| 2005    | 광주 신세계 쿨캣       | 박세미         | 은광여고               | 1.27                | 0.45                | 0.36                | [ 6 ]  |
| 2006    | 광주 신세계 쿨캣       | 김정은^*       | 온양여고               | 11.75               | 4.85                | 1.95                | [ 7 ]  |
| 2007    | 부천 신세계 쿨캣       | 이선화         | 동일여자전산고         | 2.50                | 0.70                | 0.20                | [ 8 ]  |
| 2008    | 천안 KB 세이버스       | 강아정         | 동주여고               | 5.38                | 2.16                | 0.56                | [ 9 ]  |
| 2009    | 춘천 우리은행 한새     | 박혜진^*       | 삼천포여고             | 7.07                | 3.28                | 3.07                | [ 10 ] |
| 2010    | 천안 KB 세이버스       | 허기쁨         | 숭의여고               | 0.50                | 0.75                | 0.25                | [ 11 ] |
| 2011    | 춘천 우리은행 한새     | 이승아^        | 인성여고               | 0.94                | 1.63                | 0.31                | [ 12 ] |
| 2012    | 용인 삼성생명 블루밍스 | 박다정         | 인성여고               | 1.50                | 0.70                | 0.20                | [ 13 ] |
| 2013    | 부천 하나외환          | 강이슬*        | 삼천포여고             | 1.00                | 1.13                | 0.00                | [ 14 ] |
| 2014    | 부천 하나외환          | 신지현^*       | 선일여고               | 2.50                | 0.61                | 0.79                | [ 15 ] |
| 2015    | 구리 KDB생명 위너스    | 안혜지*        | 동주여고               | 1.22                | 0.78                | 1.00                | [ 16 ] |
| 2016    | 용인 삼성생명 블루밍스 | 윤예빈         | 온양여고               | 0.00                | 2.00                | 0.00                | [ 17 ] |
| 2017    | 청주 KB 스타즈         | 박지수^*       | 분당경영고             | 10.41               | 10.27               | 2.77                | [ 18 ] |
| 2017-18 | 부천 KEB하나은행       | 최민주         | 숙명여고               | 0.00                | 1.00                | 0.00                | [ 19 ] |
| 2018-19 | 아산 우리은행 위비     | 박지현^*       | 숭의여고               | 8.00                | 3.73                | 1.67                | [ 20 ] |
| 2019-20 | 청주 KB 스타즈         | 허예은^*       | 상주여고               | 3.33                | 1.00                | 1.60                | [ 21 ] |
| 2020-21 | 부산 BNK 썸            | 문지영         | 숙명여고               | 1.00                | 0.00                | 0.00                | [ 22 ] |
| 2021-22 | 용인 삼성생명 블루밍스 | 이해란^        | 수피아여고             | 5.79                | 3.10                | 0.80                | [ 23 ] |
| 2022-23 | 용인 삼성생명 블루밍스 | 키아나 스미스^ | 루이빌 대학교          | 13.20               | 3.70                | 4.40                | [ 24 ] |
| 2023-24 | 청주 KB 스타즈         | 고현지         | 수피아여고             | 2.00                | 1.00                | 0.20                | [ 25 ] |
| 2024-25 | 인천 신한은행 에스버드 | 홍유순         | 오사카 산업대학 (중퇴) |                     |                     |                     |        |

## 비고
1. 1 2 3  따로 언급되지 않은 모든 통계는 각 선수가 지명된 데뷔 시즌 통계이다
2. ↑  홍현희는 2000 겨울리그에 출전하지 않아 데뷔 시즌 통계는 2000 여름리그의 기록이다.
3. ↑  윤예빈은 2015-16 시즌에 출전하지 않아 데뷔 시즌 통계는 2016-17 시즌의 기록이다.
4. ↑  최민주는 2017-18 시즌에 출전하지 않아 데뷔 시즌 통계는 2018-19 시즌의 기록이다.

## 같이 보기
- V-리그 여자부 드래프트 전체 1순위 목록